# Triều Tiên Thế Tổ
Triều Tiên Thế Tổ (chữ Hán: 朝鮮世祖; Hangul: 조선 세조, 7 tháng 11, 1417 – 8 tháng 9, 1468), là vị quốc vương thứ 7 của nhà Triều Tiên. Cai trị từ năm 1455 đến năm 1468, tổng cộng 13 năm.
Ông còn được gọi là Thế Tổ Huệ Trang đại vương (世祖惠莊大王), hay Triều Tiên Huệ Trang quốc vương (朝鮮惠莊國王), là một trong những vị quốc vương nổi tiếng nhất của Triều Tiên. Sự lên ngôi đầy biến động của ông luôn là đề tài bàn luận, có tán dương cũng như có chỉ trích.
Thời đại của ông đánh dấu một vương quốc Triều Tiên hòa bình, thần phục Nhà Minh, biên cương được ổn định, có khả năng tiếp tục giữ Triều Tiên yên ấm không còn bạo loạn.

## Thân thế
Thế Tổ đại vương tên húy là Lý Nhu (李瑈), tên tự là Túy Chi (粹之), sinh vào ngày 7 tháng 11, năm 1417, tại Hán Thành. Ông là con trai thứ hai của Triều Tiên Thế Tông, mẹ là Chiêu Hiến vương hậu Thẩm thị người ở Thanh Tùng.
Từ nhỏ, ông đã được biết đến là người văn võ song toàn. Đặc biệt với tài võ thuật, bắn cung, ông rất nổi tiếng trong triều đình. Thế Tông tin tưởng và giao cho ông nhiều trọng trách quan trọng. Giống như vua cha, ông cũng là một nhà quân sự tài giỏi, dù chưa một lần cầm quân.
Ban đầu, ông được tấn phong Tấn Bình đại quân (晋平大君), sau lại cải phong làm Hàm Bình đại quân (咸平大君), rồi Tấn Dương đại quân (晋陽大君). Cuối cùng, phong hiệu của ông khi đó là Thủ Dương đại quân (首陽大君).

## Biến loạn
Năm 1450, sau khi vua Triều Tiên Thế Tông qua đời, người anh trai khác mẹ của ông là Lý Hướng (李珦), kế vị, tức Triều Tiên Văn Tông. Nhưng không lâu sau đó cũng bị bệnh rồi qua đời. Ngôi vị được truyền cho con trai của Văn Tông lúc ấy mới 12 tuổi - tức Triều Tiên Đoan Tông. Bấy giờ, Thủ Dương đại quân có trách nhiệm phụ tá tân vương.
Quốc vương mới còn quá nhỏ để có thể tự mình giải quyết công việc, cho nên tất cả mọi quyền bính đều nằm trong tay Hoàng Phủ Nhân (皇甫仁) và tướng Kim Tông Thụy (金宗瑞), người mà nổi tiềng bị nhiều chỉ trích. Kim tướng quân cùng bè đảng muốn tận dụng cơ hội này để phát triển thế lực của họ nên ra sức hãm hại những người chống đối trong vương thất chống đối. Mục tiêu mà họ muốn tiêu diệt, trước hết chính là Thủ Dương đại quân.
Trong thời gian nguy hiểm ấy, Thủ Dương đại quân quyết không chịu thua, ông liên kết với những người có tài, trọng dụng viên cố vấn Hàn Minh Quái (韩明浍), thường xuyên bày mưu tính kế để tồn tại trong chính quyền Triều Tiên. Hàn Minh Quái khuyên ông nên ra tay trước để giành quyền lực về tay mình, ông y theo kế.
Tháng 10 năm 1453, ông giết chết Kim Tông Thụy và băng đảng của Kim, rồi giành lấy quyền hành về tay mình. Cũng năm đó, An Bình đại quân, em trai của ông cũng bị buộc phải tự sát, vì theo tư cách kế vị hoàn toàn có khả năng, do đó ông lo sợ An Bình sẽ tranh giành với mình ngôi vị.
Năm 1455, Thủ Dương đại quân vào cung ép Đoan Tông thoái vị trở thành Thái thượng vương, tự làm Quốc vương. Năm 1457, ông buộc Đoan Tông cải thành Lỗ Sơn quân (魯山君), rồi ép buộc phải tự sát.

## Trị vì
Việc lên ngôi của vua Triểu Tiên Thế Tổ là việc không chính đáng. Để lên ngai vàng, ông đã giết quá nhiều người, và hại cả người cháu của mình là Đoan Tông đại vương. Nhưng khi lên ngôi, ông tỏ ra là một vị quốc vương khoan từ, cai trị đất nước rất giỏi, sắp đặt chính thể rất tài tình, công cuộc trị vì đời Thế Tổ rất có đường lối, đất nước lại đến một thời thịnh thế không kém gì đời Triều Tiên Thế Tông, dân chúng lại được hưởng thái bình.
Trước hết, Thế Tổ tăng cường sức mạnh cho chính quyền trung ương, mọi quyền hành tập trung về tay quốc vương, tức là làm cho chính quyền trung tâm thêm mạnh và gây suy yếu cho chính quyền địa phương, buộc họ phải tuân lệnh theo triều đình, giảm đi quyền hành của các quan trưởng các địa phương, để cho họ không dám làm điều gì trái với chính lệnh của nhà nước. Về việc này cho ông theo đường lối như Triều Tiên Thái Tông. Việc đối nội trong nước tương đối yên ổn.
Đối với bên ngoài, với nhà Minh, ông dùng chính sách thần phục họ. Còn với những nước khác, ông cũng tỏ ra Triều Tiên là một nước độc lập, và có sức mạnh riêng. Năm 1460 và năm 1467, ông lần lượt đem quân Bắc tiến, tấn công bộ tộc Nữ Chân, giành nhiều thắng lợi.
Thời Thế Tổ, không chỉ việc chính trị tốt lành, mà những cái khác cũng phát triển cao. Quốc vương quan tâm phát triển kinh tế, khuyến nông, trọng giáo dục, khích lệ những người học thức viết sách, dùng chính sách đúng đắn với mọi tôn giáo, trọng Nho giáo phái Chu Tử, v. v....Đặc biệt là trong thời ông, một hình luật mới được ban ra với nhiều điều luật tiến bộ, được sử dụng trong nước, là bộ luật mới mẻ của nhà Triều Tiên.
Triều Tiên Thế Tổ cũng là người tôn sùng Phật giáo. Thế Tổ khi còn là vương tử đã giao du thân mật với nhiều thiền sư, pháp sư, đọc nhiều kinh sách và khá am hiểu Thiền tông. Trước đây Thế Tông tin Phật khá sâu sắc, nhưng lại trọng dụng nhiều Nho thần, nên đạo Phật hơi suy yếu dưới 3 triều Thế Tông, Văn Tông và Đoan Tông. Thế Tổ lên ngôi, mới ban những chính sách cởi mở hơn cho Phật giáo. Ông sai các quan phiên dịch các kinh Đại thừa như kinh Viên Giác, kinh Pháp Hoa, kinh Kim Cương, kinh Lăng-nghiêm cùng nhiều kinh truyện khác. Nhà vua còn cho xây một chùa lớn, đặt tên là chùa Viên Giác (원각사지십층석탑; 	圓覺寺地十層石塔; Won'gaksaji Sipch'ŭng Sŏkt'ap), trong chùa có đúc một tượng Phật lớn bằng đồng. Ngoài ra ông đã đi thăm nhiều chùa tháp trong cả nước.
Ngày 7 tháng 9, năm 1468, niên hiệu Thành Hóa thứ tư của nhà Minh, ông truyền ngôi cho con trai mình là Thế tử Lý Hoảng, tức Triều Tiên Duệ Tông. Ngày hôm sau, Thế Tổ chết ở điện Minh Chánh thuộc cung Xương Khánh, thọ 51 tuổi.

## Gia đình
- Thân phụ: Triều Tiên Thế Tông.
- Thân mẫu: Chiêu Hiến vương hậu Thẩm thị (昭憲王后沈氏; 28 tháng 9, 1395 – 24 tháng 3, 1446), người ở người ở Thanh Tùng, là con gái của Thanh Xuyên phủ viện quân Thẩm Ôn (靑川府院君沈溫) và Tam Hàn Quốc Đại phu nhân An thị ở Thuận Hưng (三韓國大夫人順興安氏).
- Hậu cung:

1. Trinh Hi vương hậu Doãn thị (貞熹王后尹氏, 1418 – 1483), người ở Pha Bình, là con gái của Pha Bình phủ viện quân Doãn Phan (坡平府院君尹璠) và Hưng Ninh phủ Phu nhân Lý thị (興寧府夫人李氏). Về sau, bà trở thành Đại vương đại phi đầu tiên của Triều Tiên, thực hiện Thùy liêm thính chánh (垂簾聽政).
2. Cẩn tần Phác thị (謹嬪朴氏), người ở Thiện Sơn. Đầu tiên là Quý nhân tại Từ Thọ cung (慈壽宮), sau đó đến ngày 15 tháng 6, 1483 được phong làm Tần ở Xương Thọ cung (昌壽宮). Là chị gái của Phác Bành Niên, một trong Tử Lục Thần.
3. Phế chiêu dung Phác thị (废昭容朴氏).

- Vương tử:

1. Ý Kính thế tử Lý Chương [懿敬世子李暲; 1438 – 2 tháng 9, 1457], mẹ là Trinh Hi vương hậu. Ông khi còn sống có hiệu là Đào Nguyên quân (桃源君) khi cha vẫn còn là Đại quân. Ông là cha của Triều Tiên Thành Tông, ông được con trai tôn xưng là Đức Tông Hoài Giản đại vương (德宗懷簡大王).
2. Đức Nguyên quân Lý Thự [德源君, 1449 – 1498], mẹ là Cẩn tần Phác thị.
3. Triều Tiên Duệ Tông Lý Hoảng [李晄], mẹ là Trinh Hi vương hậu.
4. Xương Nguyên quân Lý Thịnh [昌原君, 1458 – 1484], mẹ là Cẩn tần Phác thị.
5. Vương tử [1458 – 1463], mẹ là Phế chiêu dung Phác thị.

- Vương nữ:

1. Ý Thục công chúa [懿淑公主; 1442 – 1477], mẹ là Trinh Hi vương hậu. Kết hôn với Trịnh Hiển Tổ (鄭顯祖), con trai của Văn Thành công Trịnh Lân Chỉ (鄭麟趾).
2. Ý Linh công chúa Lý Thế Cơ/Ý Hoa công chúa Lý Thế Hi: một công chúa được dã sử nhắc đến, nhưng không có tài liệu chính sử nào ghi lại. Có nhiều tên như Lý Thế Cơ (이세희, Yi Se-hui), Lý Thế Trinh (이세정, Yi Se-jeong), Ý Linh công chúa (의령공주, Ui-ryeong Gongju), Ý Hoa công chúa (의화공주, Ui-hwa Gongju).

## Thụy hiệu
- 세조혜장승천체도열문영무지덕융공성신명예흠숙인효대왕
- 世祖惠莊承天體道烈文英武至德隆功聖神明睿欽肅仁孝大王
- Thế Tổ Huệ Trang Thừa Thiên Thể Đạo Liệt Văn Anh Vũ Chí Đức Long Công Thánh Thần Minh Duệ Khâm Túc Nhân Hiếu Đại vương.